# Franciscus Johannes Josephus Maria Boelens

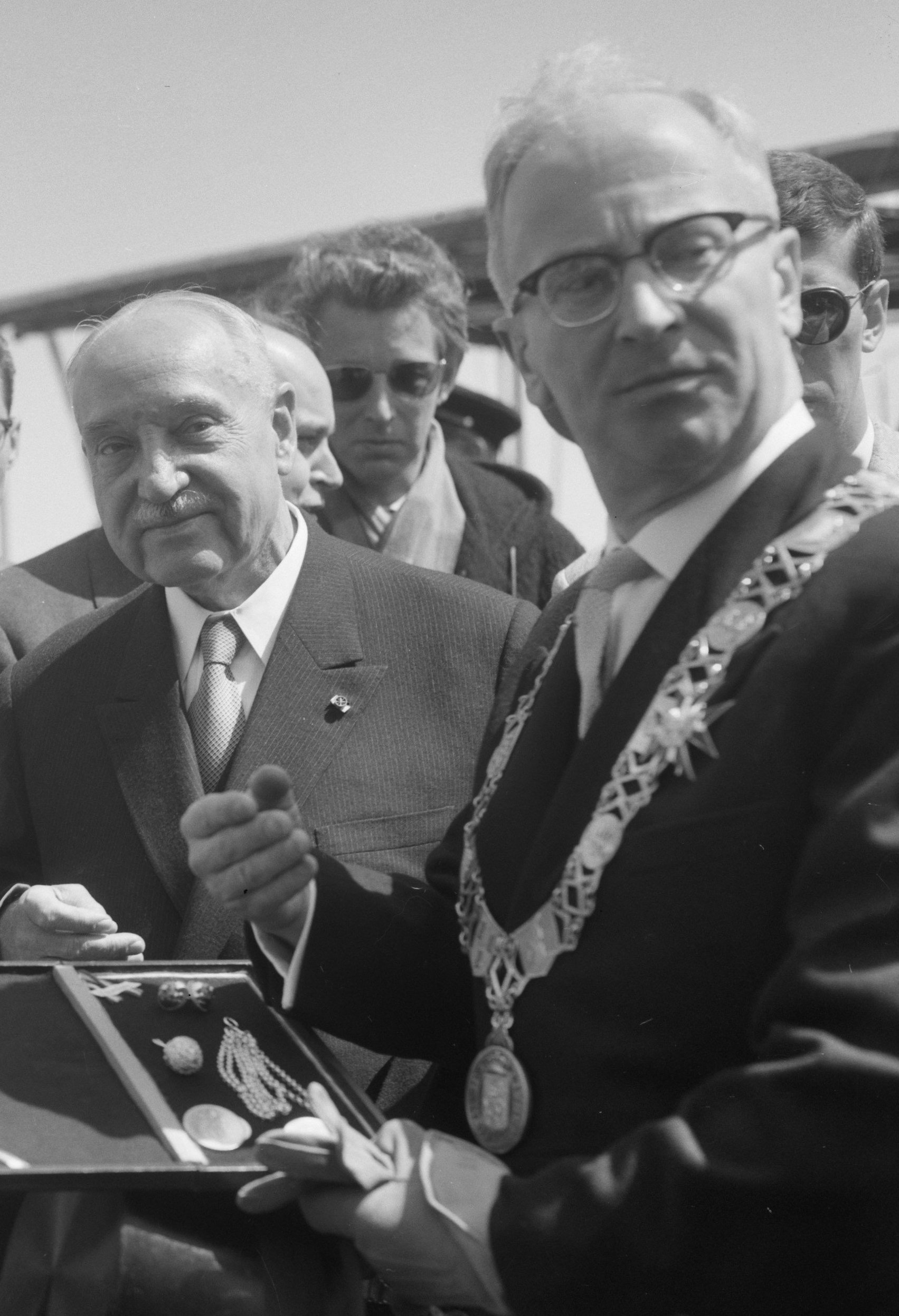
Bondspresident A. Schärf en burgemeester F.J.J.M. Boelens (1961)

Franciscus Johannes Josephus Maria Boelens (Den Bosch, 19 februari 1903 – Winterswijk, 23 april 1993) was een Nederlands politicus van de KVP.
Hij is afgestudeerd in de rechten en was daarna werkzaam als advocaat en curator maar was daarnaast betrokken bij de politiek en bij de woningbouwproblematiek. Zo werd hij in 1937 lid van de Nationale Woningraad en was hij bij de Provinciale Statenverkiezingen voor Noord-Holland in 1939 en 1946 kandidaat voor respecetievelijk de RKSP en de KVP. In oktober 1946 werd Boelens de burgemeester van Ouder-Amstel en vanaf eind 1959 tot zijn pensionering in 1968 was hij de burgemeester van de gemeente Edam (tegenwoordig gemeente Edam-Volendam). In 1993 overleed hij op 90-jarige leeftijd. Het 'Boelenspark' in Volendam is naar hem vernoemd.